# Arboretum Poort Bulten

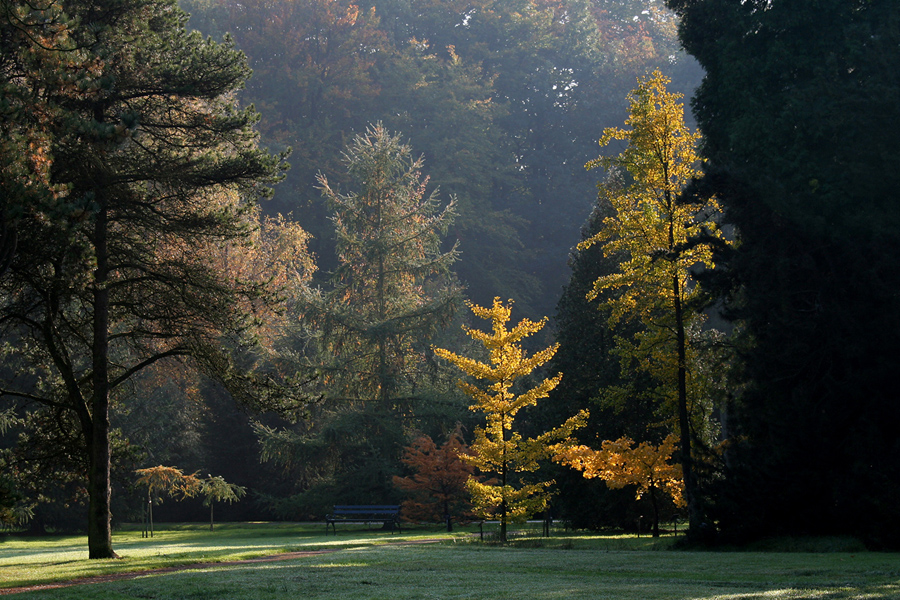
Arboretum Poort Bulten

Arboretum Poort Bulten is een arboretum nabij het dorp De Lutte in Twente. Het landschapspark  heeft een oppervlakte van 19 ha waarvan naast het arboretum van 8,6 ha het overige deel van circa 10 ha in beslag wordt genomen door een bosstrook en een poelenlandschap. 
Het arboretum is in 1917 op initiatief van de textielfabrikant H.J.H. Gelderman en diens echtgenote aangelegd en ontworpen door de bekende tuinarchitect Leonard Anthony Springer. In 1973 is het park overgenomen door toenmalige Recreatieschap Twente (later Regio Twente) en sindsdien geheel gerestaureerd. Het park herbergt ook een grote collectie zwerfstenen die rond 1992 op het tracé van de nabijgelegen snelweg A1 gevonden werden. 
In april 2016 werd het park overgenomen door Natuurmonumenten. Het arboretum is lid van de Nederlandse Vereniging van Botanische Tuinen en de Stichting Nationale Plantencollectie. Er is een informatiecentrum aanwezig, dat van maandag t/m vrijdag van 9.00 - 16.00 uur geopend is. De toegang is gratis.

## Collectie
In arboretum Poort Bulten groeien ruim 1000 verschillende soorten bomen en struiken. Opvallend zijn een watercipres (Metasequoia glyptostroboides), die hier in 1949 werd geplant en daarmee een van de oudste exemplaren in Nederland is, een mammoetboom met een stamomvang (op 1 meter hoogte) van bijna 6 meter, trompetbomen, een Hongaarse eik, een Oostenrijkse eik, een vaantjesboom en een tulpenboom.

## Overige
Het park ligt in de omgeving van het het Natura 2000-gebied Landgoederen Oldenzaal en bij nabij het Ir. H.J.W. Snijders-ecoduct over de A1 aan de Postweg.